# 띠속
띠속(-屬, 학명: Imperata 임페라타[*])은 벼과의 속이다. 10여 종으로 이루어진 작은 속이지만 열대 및 아열대 지역에 널리 분포한다. 한국에는 띠 한 종이 자생한다. 여러해살이 초본식물이며 땅속줄기가 발달한다. 학명은 르네상스 시기 나폴리의 약제사인 페란테 임페라토의 이름을 따 지어졌다.

## 하위 종
- 띠 I. cylindrica (L.) Raeusch.
- I. brasiliensis Trin.
- I. brevifolia Vasey
- I. cheesemanii Hack.
- I. condensata Steud.
- I. conferta (J.Presl) Ohwi
- I. contracta (Humb., Bonpl. & Kunth) Hitchc.
- I. flavida S.M.Phillips & S.L.Chen
- I. minutiflora Hack.
- I. parodii Acev.-Rodr.
- I. tenuis Hack.